# Rose O'Neal Greenhow
Rose O'Neal Greenhow, nascuda Maria Rosatta O'Neale (Montgomery, Maryland, 1817 - Cape Fear, Carolina del Nord, 1864). També coneguda com a Wild Rose, espia sudista que va dur el missatge al general Beauregard que facilità la victòria de Bull Run. Fou empresonada a Washington i finalment exiliada als Estats Confederats, on fou ben rebuda per Jefferson Davis. El 1863 viatjà per França i Gran Bretanya per aconseguir suport per a la causa confederada, i fins i tot fou rebuda per Napoleó III. Va morir en un naufragi quan tornava a territori Confederat.